# Sophronica laterifuscipennis
Sophronica laterifuscipennis là một loài bọ cánh cứng trong họ Cerambycidae.